# ベイリー・ハウエル
ベイリー・E・ハウエル (Bailey E. Howell, 1937年1月20日 - ) は、アメリカ合衆国の元バスケットボール選手。テネシー州ミドルトン出身。1960年代のNBAを代表するフォワードであり、ボストン・セルティックス時代には2度の優勝に貢献した。1997年には殿堂入りを果たしている。

## 生い立ち
人口300人足らずの町、ミドルトンで生まれたハウエルは高校を地元のミドルトン高校に進学。同校にはアメフトや野球のチームがなく、バスケットだけが唯一のスポーツだったため、自然とハウエルはバスケットをプレイするようになった。1954-55シーズンには同校の新記録となるシーズン通算1187得点、平均31.2得点を記録し、2年連続で州のオールチームに選出されるなど周囲から注目を集める選手となったが、当時のハウエルはバスケットを本業にするつもりはなかったようで、8か月を学校で過ごし、残りの5か月を綿花畑の手伝いに精を出すような高校生活を送っていた。しかし、将来が有望なハウエルに多くの大学が勧誘に訪れ、彼は次第にバスケット選手を志すようになった。
ハウエルは家から近いことと、穏やかなキャンパスの雰囲気を気に入り、他の名門校の勧誘を蹴って（名コーチとして知られるアドルフ・ラップの熱心な誘いも断った）ミシシッピ州立大学を選んだ。
2年生の1956-57シーズンを迎えたハウエルは瞬く間にカレッジ界のスター選手となった（当時のNCAAの規定により、1年生の試合出場は認められていなかった）。特に名門ケンタッキー大学戦で37得点をあげ、チームを勝利に導いたことはハウエルの名がカレッジ界に轟く契機となり、またミシシッピ州立大がケンタッキー大を破るのは、実に35年ぶりのことであった。このシーズンにハウエルは25.9得点19.7リバウンドを記録し、フィールドゴール成功率56.8%はNCAA1位に輝いた。
翌1957-58シーズンも27.8得点16.2リバウンドの好成績を記録し、サウスイースタン・カンファレンスのMVPを獲得。AP通信選出のオールアメリカ2ndチームにも選ばれた。最終学年の1958-59シーズンにはチームをカンファレンスタイトルに導き、オールアメリカ1stチームに選出される。ハウエルがプレイした3シーズンの間、同校は61勝14敗の好勝率を記録。またキャリア通算は2030得点1277リバウンドで、通算2000得点1000リバウンドを達成したカンファレンス初の選手となった。

## NBAキャリア
ハウエルは1959年のNBAドラフトで全体2位指名を受けてデトロイト・ピストンズに入団した。ハウエルはルーキーイヤーからチームの主力選手として活躍。2年目の1960-61シーズンにはキャリアハイとなる23.6得点14.4リバウンドを記録して早くもチームのエースに昇格し、NBAオールスターゲームにも初出場を果たした。またこのシーズンの11月25日、対ロサンゼルス・レイカーズ戦ではキャリアハイとなる43得点32リバウンドを記録している。1962-63シーズンにはオールNBA2ndチームに選出されるなど、ハウエルはリーグを代表するフォワードとして活躍したが、しかしチームはハウエル加入後も勝率5割の壁を破ることができず、ハウエルにとっては煮え切らないシーズンが続いた。そして1963-64シーズンにチームが大きく負け越したのを契機に、ボルティモア・ブレッツにトレードされることになった。
ウォルト・ベラミー、ケヴィン・ローリー、ガス・ジョンソン、ハウエルと一緒に移籍してきたドン・オールと当時多くのタレントを擁していたブレッツだったが、チーム内は不協和音が流れ、その陣容の豪華さに見合うほどの成績をあげられずにいた。ハウエルはブレッツでの2シーズンをチームの第2オプションとして安定した成績を残したが、彼の活躍もチームの成功には繋がらなかった。
ハウエルは1966年にボストン・セルティックスにトレードされた。空前の八連覇を達成したセルティックスは節目の時を迎えており、この年にはレッド・アワーバックがヘッドコーチから退任し、チームも高齢化が進んでいた。長い戦いで疲弊していたボストン王朝に新しい活力を注入する役割を与えられたハウエルは、チームの期待に見事に応え、エースのジョン・ハブリチェックに次ぐ得点源として、また大黒柱のビル・ラッセルに次ぐリバウンダーとして活躍し、移籍元年には20.0得点8.4リバウンドを記録した。
このシーズンにセルティックスは優勝を逃し、連覇記録は8で途絶えるも、翌1967-68シーズンには王座に返り咲き、ハウエルはキャリア9年目にして初の優勝を経験した。さらに翌1968-69シーズンもセルティックスは優勝し、ハウエルはボストン王朝の再興に大きく貢献した。
33歳となったハウエルは翌1969-70シーズンに大きく成績を落とし、またセルティックスもハウエルの衰えとビル・ラッセルの引退で王朝終焉の時を迎え、ハウエルはこのシーズンを最後にセルティックスを離れ、フィラデルフィア・76ersに移籍した。76ersでは1シーズンだけプレイし、ハウエルは現役から引退した。
NBA通算成績は12シーズン951試合の出場で、17,770得点9,383リバウンド、平均18.7得点9.9リバウンドだった。

## 業績・その他
ハウエルはガードのように得点し、センターのようにリバウンドを掴むことができる多彩な才能を持った選手だった。ビッグマンの多くがゴール近くで得点する時代、ハウエルはアウトサイドからもシュートを狙うことができ、またフックシュートも得意だった。
引退後はコンバース社で働いた。またスポーツ振興のためミシシッピのスポーツ奨学金の基金調達にも力を入れた。2006年には彼の名が冠されたハウエル・アワード（毎年ミシシッピで最も活躍したバスケット選手に贈られる）が設立された。
主な業績
- NBAファイナル制覇　1968年, 1969年
- オールNBA2ndチーム　1963年
- NBAオールスターゲーム　1961年－1964年, 1966年, 1967年
- 殿堂入り